# Lates
Lates – rodzaj ryb z rodziny z rodziny Latidae

## Klasyfikacja
Gatunki zaliczane do tego rodzaju:
- Lates angustifrons
- Lates calcarifer
- Lates japonicus
- Lates lakdiva
- Lates longispinis
- Lates macrophthalmus
- Lates mariae
- Lates microlepis
- Lates niloticus
- Lates stappersii
- Lates uwisara